# Hans Apel

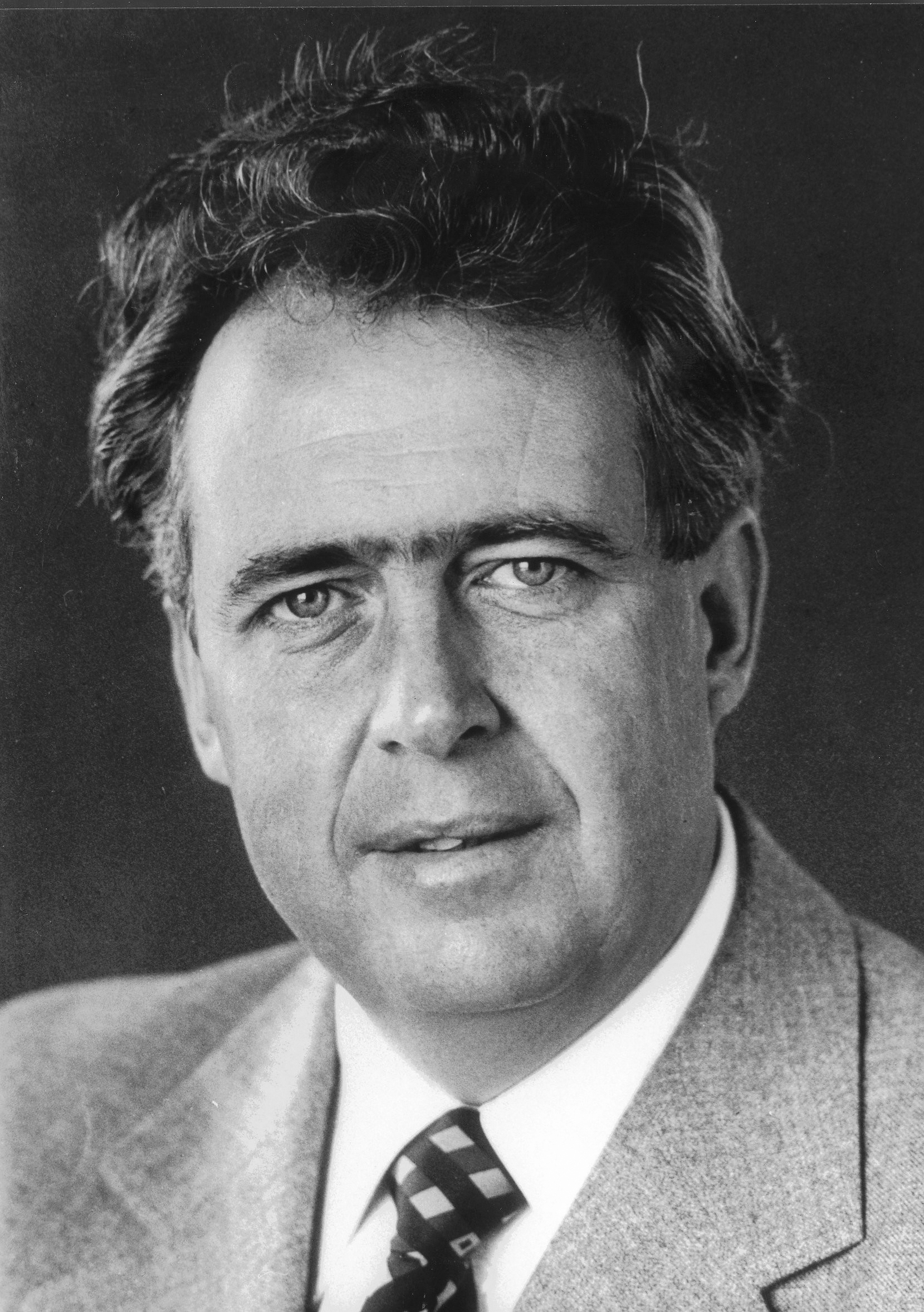
Hans Apel (1978)

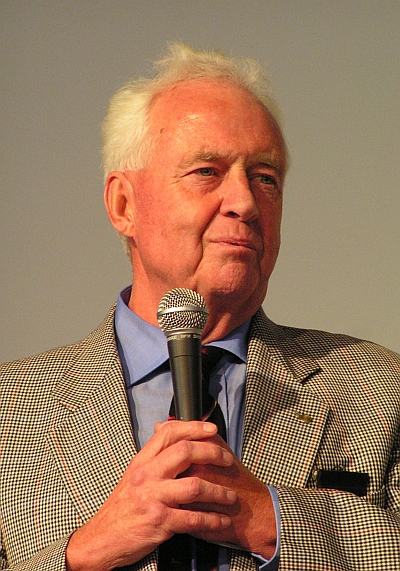
Apel bei einem Vortrag in der Freien evangelischen Gemeinde Heidelberg (2005)

Hans Eberhard Apel (* 25. Februar 1932 in Hamburg; † 6. September 2011 ebenda) war ein deutscher Ökonom und Politiker (SPD). Apel war von 1972 bis 1974 Parlamentarischer Staatssekretär beim Bundesminister des Auswärtigen, von 1974 bis 1978 Bundesminister der Finanzen und von 1978 bis 1982 Bundesminister der Verteidigung.

## Leben

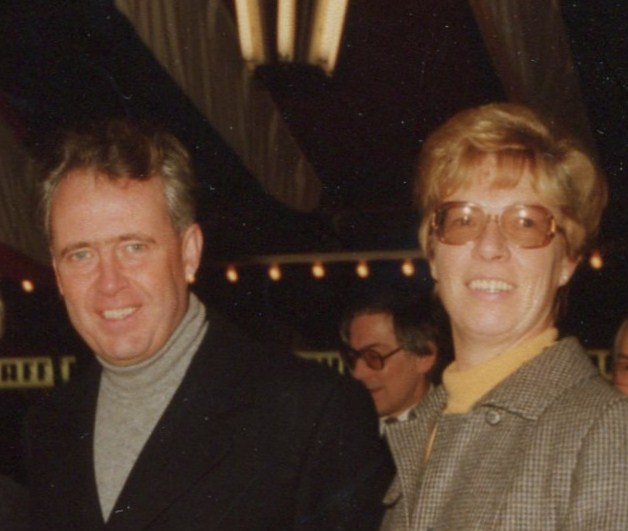
Ingrid und Hans Apel

Hans Apel wurde im Arbeiterviertel Hamburg-Barmbek geboren und evangelisch getauft. Seine Mutter starb 1946. Im selben Jahr kehrte sein Vater, ein Prokurist, aus der Kriegsgefangenschaft zurück.

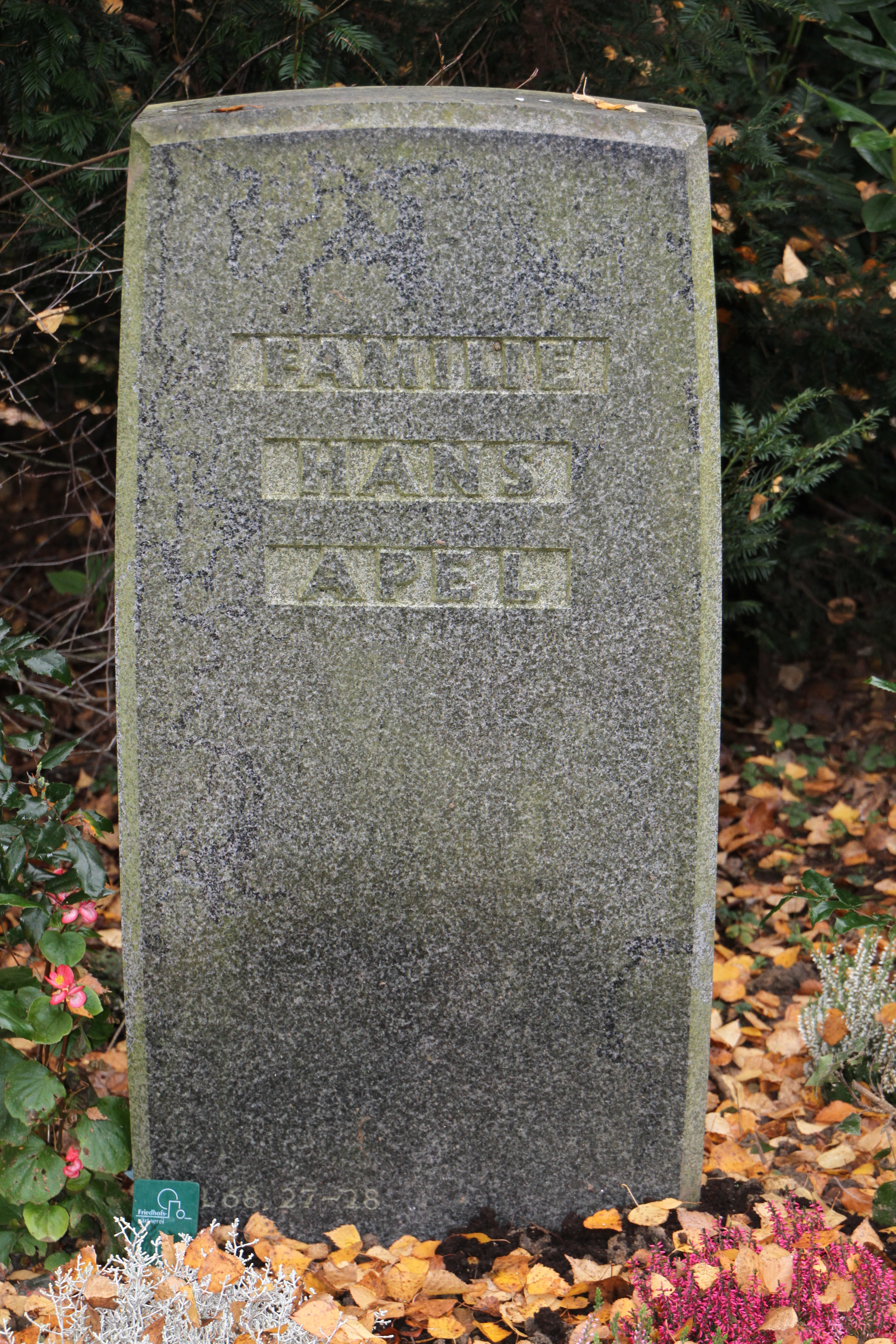
Grabstein von Hans Apel auf dem Friedhof Ohlsdorf

Nach dem Abitur 1951 auf dem Gymnasium Uhlenhorst-Barmbek in Hamburg absolvierte Apel eine Lehre als Import- und Exportkaufmann in der Mineralölindustrie und besuchte Abendkurse in Englisch und Französisch. 1954 begann er ein Studium der Wirtschaftswissenschaften an der Universität Hamburg, trat in den SDS ein und erwarb 1957 den Diplom-Volkswirt. 1961 wurde er bei Heinz-Dietrich Ortlieb mit der Arbeit über den britischen Wirtschaftswissenschaftler Edwin Cannan zum Dr. rer. pol. promoviert („Edwin Cannan und seine Schüler. Die Neuliberalen an der London School of Economics“).
Apel nahm am Gemeindeleben seiner Kirche teil und arbeitete zeitweise im Kirchenvorstand mit. 1955 heiratete er die Buchhalterin Ingrid Schwingel, die er in der Evangelischen Jugend kennengelernt hatte. Sie lebten mit Unterbrechungen in Hamburg-Volksdorf und bekamen die Töchter Ingrid und Hanne und vier Enkelkinder. Hans Apel starb 2011 nach zweijähriger Krankheit. Seine letzte Ruhestätte befindet sich auf dem Ohlsdorfer Friedhof.

## Politische Karriere
Von 1958 bis 1961 war Apel Sekretär der Sozialistischen Fraktion im Europäischen Parlament in Straßburg. Ab 1962 war er Beamter beim Europäischen Parlament, wo er als Abteilungsleiter zuständig für die Wirtschafts- und Finanzpolitik sowie für die Verkehrspolitik war.
Apel sah sich selbst als Volksvertreter und stand bewusst im Telefonbuch. Er zeigte sich stolz darauf, als Wahlkämpfer rund 10.000 Hausbesuche gemacht zu haben. Als Unterstützer der Linie von Bundeskanzler Helmut Schmidt und des NATO-Doppelbeschlusses wurde er von Gruppierungen seiner Partei angefeindet und auf dem Kirchentag 1981 mit Tomaten beworfen.
1990 schied Apel nach 25 Jahren aus dem Bundestag aus und zog sich aus der aktiven Politik zurück. Er arbeitete ehrenamtlich als Honorarprofessor für Finanzpolitik an der Universität Rostock und wurde im Auftrag der Treuhand Aufsichtsratsvorsitzender des Kombinats Schwarze Pumpe sowie 1994 der EKO-Stahl. Deren „Abwicklung“ durch die Bundesregierung und die Treuhand sah er als einen dunklen Fleck der Wiedervereinigung an.
1991 veröffentlichte er das Buch Die deformierte Demokratie, in dem er mit Parteienherrschaft und -klüngel abrechnete. In dem 1994 veröffentlichten Buch Der kranke Koloss: Europa – Reform oder Krise nahm er die damalige Europäische Gemeinschaft als „eine teure Illusion“ ins Visier. Ungewöhnliche Einblicke in Hinterzimmer der Politik bietet Apels Buch Der Abstieg, womit nicht nur der Abstieg der SPD in der Wählergunst, sondern auch sein eigener geschildert wird. Die Entstehung des Schlagworts Rentenlüge datiert der ehemalige Finanzminister auf den Oktober 1976. Damals erklärte Helmut Schmidt in einer Fernsehdiskussion: „Die Rente ist sicher.“ Kommentar Apels: „Das war der Beginn der Rentenlüge.“
Apel war schon als Schüler leidenschaftlicher Anhänger des Hamburger Fußballklubs FC St. Pauli und seit 1947 Mitglied. Von 1988 bis 1991 war er Vizepräsident und von 1997 bis 1998 Aufsichtsratsvorsitzender des Vereins.

### Partei

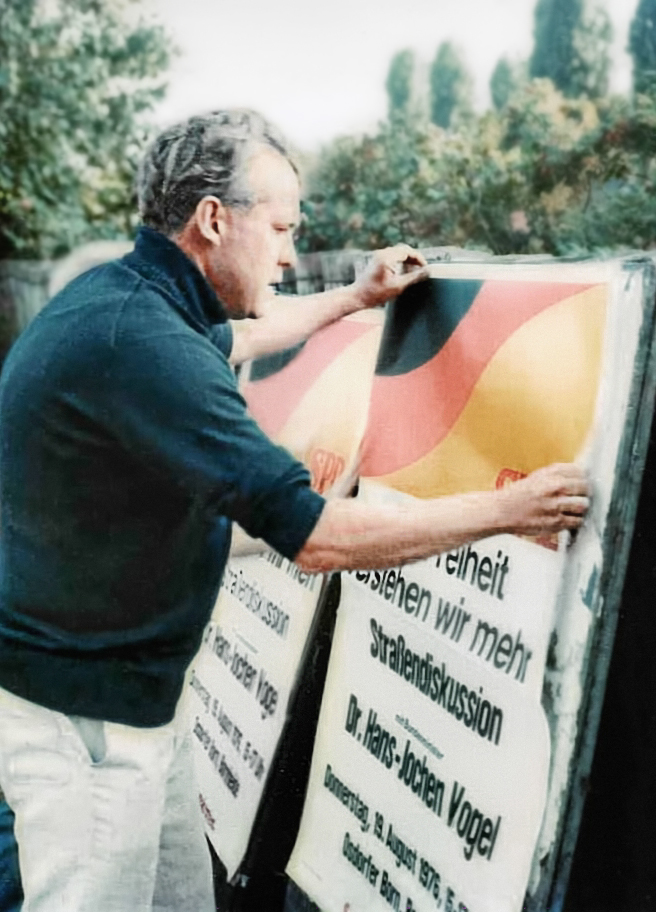
Plakatekleben 1976 in Hamburg-Barmbek

Aus Protest gegen die Wiederaufrüstung trat Apel 1955 in die SPD ein. Für eine Weile bekam er als Juso-Landesgeschäftsführer ein kleines Büro im Kurt-Schumacher-Haus, der Zentrale der Hamburger SPD. 1957 gehörte er zu den Wahlhelfern von Helmut Schmidt.
Apels politische Heimat war der SPD-Kreis Hamburg-Nord, der zweitgrößte der sieben Hamburger SPD-Kreise. Von 1966 bis mindestens 1978 gehörte er dort als Beisitzer für Propaganda zum geschäftsführenden Kreisvorstand. Apel verstand sich als pragmatischer Politiker, er wurde dem konservativen Flügel zugerechnet und entwickelte sich zum Sprecher des Seeheimer Kreises. Auf dem Landesparteitag der SPD Hamburg im Januar 1970 sprach er sich gemeinsam mit Jan Ehlers, Peter Blachstein, Jens Litten und Wilhelm Nölling dagegen aus, dass sich der Axel Springer Verlag am Studio Hamburg, einer 100-prozentigen Tochtergesellschaft des Norddeutschen Rundfunks, beteiligt. Der Landesparteitag beschloss daraufhin eine Resolution, in der es unter anderem hieß: „Der Landesparteitag erwartet, daß sich alle Entscheidungsgremien des NDR und seiner Tochtergesellschaften entschieden gegen die geplante Transaktion in der gegenwärtigen Form wenden.“
Von 1970 bis 1988 gehörte er dem Bundesvorstand seiner Partei an, von 1984 bis 1986 war er auch Mitglied des Präsidiums. 1985 kandidierte er als Spitzenkandidat der Berliner SPD bei den Wahlen zum Abgeordnetenhaus für das Amt des Regierenden Bürgermeisters von Berlin, konnte sich gegen den Amtsinhaber Eberhard Diepgen jedoch nicht durchsetzen. Als er 1988 nicht wieder in den Parteivorstand gewählt wurde, legte Apel alle Parteiämter nieder. Es blieb die Ehrenmitgliedschaft im SPD-Bezirk Berlin-Wedding.

### Abgeordneter

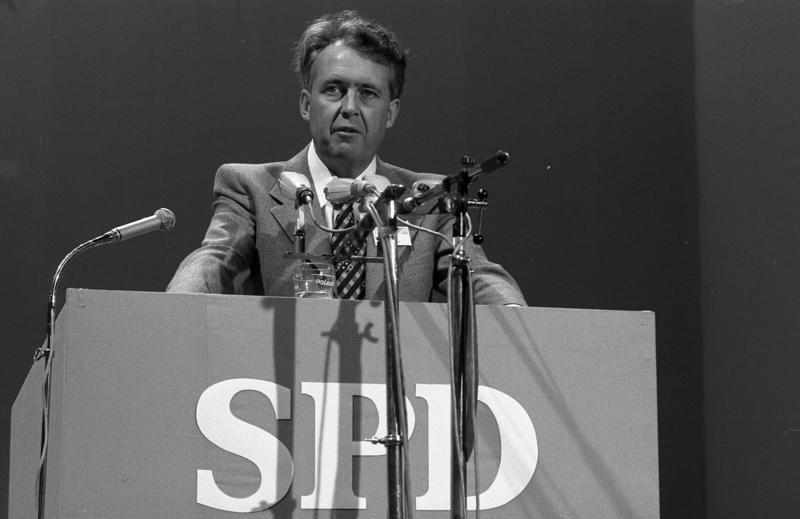
Hans Apel (1976)

Von 1965 bis 1990 war Apel Mitglied des Deutschen Bundestages und gehörte von 1965 bis 1970 außerdem dem Europaparlament an. Er war von 1969 bis 1972 und erneut von 1983 bis zum 5. September 1988 stellvertretender Vorsitzender der SPD-Bundestagsfraktion. Von 1969 bis 1972 war er außerdem Vorsitzender des Ausschusses für Verkehr und für das Post- und Fernmeldewesen.
Apel zog 1987 über die Landesliste Hamburg und sonst stets als direkt gewählter Abgeordneter des Wahlkreises Hamburg-Nord I bzw. seit 1980 des Wahlkreises Hamburg-Nord in den Bundestag ein.

### Öffentliche Ämter
1972 wurde Apel Parlamentarischer Staatssekretär für Europafragen im Auswärtigen Amt. Nach dem Rücktritt von Willy Brandt wurde er am 16. Mai 1974 vom neuen Bundeskanzler Helmut Schmidt zum Bundesminister der Finanzen im Kabinett Schmidt I berufen. Legendär wurde sein Ausspruch „Ich dacht’, mich tritt ein Pferd“, mit dem er 1975 in einem ARD-Fernsehinterview auf die Diskussion um die Steuerreform reagierte. Nach der Kabinettsumbildung im Frühjahr 1978 übernahm er als erster Ungedienter am 16. Februar 1978 die Leitung des Bundesministeriums der Verteidigung. Nach der Wahl von Helmut Kohl zum Bundeskanzler schied er am 1. Oktober 1982 aus der Bundesregierung aus.

## Auszeichnungen
1992 wurde Apel zum Honorarprofessor im Fachbereich Wirtschaftswissenschaften der Universität Rostock berufen.
2004 verlieh ihm die Kirchliche Sammlung um Bibel und Bekenntnis in Bayern (KSBB) den Walter-Künneth-Preis. Den nach dem Erlanger Theologen benannten Preis erhielt Apel insbesondere wegen seines Buches Volkskirche ohne Volk, in dem er sich gegen den seiner Ansicht nach ausufernden Modernismus in der evangelischen Kirche gewandt hatte. Apel selbst war 1999 aus diesem Grund aus der Nordelbischen Evangelisch-Lutherischen Kirche aus- und in die Selbständige Evangelisch-Lutherische Kirche eingetreten.

## Werke (Auswahl)
- Tagebuch eines Bundestagsabgeordneten. Kiepenheuer & Witsch, 1972, ISBN 3-462-00883-8.
- Volker Bredenberg: Ich dacht’, mich tritt ein Pferd. Bundesfinanzminister Dr. Hans Apel steht Rede und Antwort auf 100 Fragen. Eine geschriebene Talk-Show. Glöss, Hamburg 1975, ISBN 3-87261-006-6.[13]
- Der Abstieg. Politisches Tagebuch 1978–1988. Deutsche Verlagsanstalt, Stuttgart 1990, ISBN 3-421-06559-4.

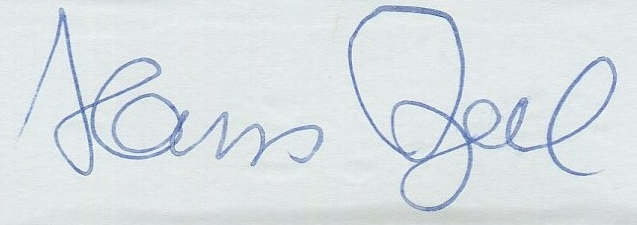
Unterschrift Hans Apel

- Die deformierte Demokratie – Parteienherrschaft in Deutschland. Droemer Knaur, München 1991, ISBN 3-426-80000-4.
- Der kranke Koloss. Europa – Reform oder Krise. Rowohlt, Hamburg 1994, ISBN 3-498-00046-2.
- Staat ohne Maß. Die Finanzpolitik in der Sackgasse. Econ, Düsseldorf 1997, ISBN 3-430-11066-1.
- Zerstörte Illusionen. Meine ostdeutschen Jahre. Deutsche Verlagsanstalt, Stuttgart 2000, ISBN 3-421-05412-6.
- Volkskirche ohne Volk. Der Niedergang der Landeskirchen. Brunnen-Verlag, Gießen 2003, ISBN 3-7655-1845-X.
- Europa ohne Seele. Brunnen-Verlag, Gießen 2007, ISBN 978-3-7655-1952-9.
- Hans, mach Du das! Lebenserinnerungen. Brunnen-Verlag, Gießen 2010, ISBN 978-3-7655-1793-8.